# Ganymed (zespół muzyczny)
Ganymed – austriacka grupa muzyczna z gatunku space disco i synth pop, działająca w latach 1977–1983. Nazwa pochodzi od Ganimedesa, największego księżyca Jowisza.
Największym sukcesem Ganymed był utwór "It Takes Me Higher" (1978), który spędził 4 tygodnie na austriackich listach przebojów, docierając do 5. miejsca. W Niemczech osiągnął 23. pozycję. Pierwszy album, Takes You Higher (z którego pochodzi singiel "It Takes Me Higher") spędził 12 tygodni na listach przebojów w Austrii. Wydany w tym samym roku singel "Saturn / Music Drives Me Crazy" osiągnął 19. miejsce na listach przebojów.
W 1979 pojawił się drugi album Ganymed, zatytułowany Future World i promowany przez singiel "Dancing in a Disco". Osiągnął on pewne sukcesy na listach przebojów, jednak nie dorównał pod tym względem debiutanckiemu albumowi. Wydany rok później album Dimension No. 3 cieszył się jeszcze skromniejszym powodzeniem w związku ze spadkiem popularności muzyki disco.  Zespół ostatecznie rozpadł się w 1983.
Na kilku koncertach Ganymed w 1981 wystąpił Falco jako basista.
W 1993 wznowiono dwa najpopularniejsze albumy Ganymed: Takes You Higher i Future World, wydając je na CD.

## Muzycy
- Yvonne Dory (wł. Doris Czerwenka, pseudonim: Pulsaria) – śpiew
- Gerry Edmond (wł. Edmund Czerwenka, pseudonim: Kroonk) – śpiew, gitara elektryczna, syntezator
- Ernst Nekola (pseudonim: Cak) – perkusja
- Gerhard Messinger (pseudonim: Izl) – gitara basowa
- Daniele Prencipe (pseudonim: Suk) – instrumenty klawiszowe
- Rudolf Mille (pseudonim: Vendd) – syntezator

## Dyskografia

### Albumy
- 1978 Takes You Higher
- 1979 Future World
- 1980 Dimension No. 3
- 1993 Takes You Higher (reedycja na CD)
- 1993 Future World (reedycja na CD)

### Single
- 1978 "Saturn / Music Drives Me Crazy" (7")
- 1978 "Saturn / Music Drives Me Crazy" (12")
- 1978 "It Takes Me Higher / Hyperspace" (7")
- 1978 "It Takes Me Higher / Hyperspace" (12")
- 1979 "Dancing in a Disco / Stand By Your Love" (7")
- 1979 "Dancing in a Disco / Future World" (12")
- 1980 "Money Is Addiction (Of This Crazy World)" / Stars of Love (7")
- 1980 "Bring Your Love to Me / Life Can Be Some Better"
- 1999 "Music Takes Me Higher – The Ganymed Mixes" (12")